# Repty Śląskie
Repty Śląskie (deutsch: Repten) ist ein Stadtteil der oberschlesischen Stadt Tarnowskie Góry (Tarnowitz) im Powiat Tarnogórski (Kreis Tarnowitz) in der polnischen Woiwodschaft Schlesien. Unter Repty befindet sich der Tiefe Friedrichstollen.

## Geschichte
Der Ort wurde am 12. August 1201 erstmals urkundlich erwähnt und ist somit der älteste auf dem heutigen Stadtgebiet. Es gehörte damals dem Norbertinerkloster in Breslau. 1326 wurde der erste bekannte Pfarrer des Ortes Rept mit dem Namen Vitoslaus im Peterspfennigregister des Jahres 1326 im Dekanat Sławków (ab 1331 Bytom/Beuthen, im 15. Jahrhundert Sławków alias Bytom) des Bistums Krakau erwähnt.
Der Ort liegt am westlichen Rand des Teilgebiets Oberschlesiens, das bis 1177/1178 zu Kleinpolen bzw. zum Herzogtum Krakau gehörte und dann zum Herzogtum Ratibor kam, das von den Schlesischen Piasten regiert wurde. Aus dieser Zeit rührte die bis 1821 bestehende Zugehörigkeit zum Bistum Krakau (danach im Bistum Breslau).
Das Herzogtum Oppeln-Ratibor wurde 1281 nach dem Tod von Wladislaus I. von Oppeln geteilt und am Ende befand sich Repty im Herzogtum Beuthen. Im späteren 15. Jahrhundert in der Zeit des ungarisch-böhmischen Kriegs wurde das Gebiet von Matthias Corvinus besetzt. Damals expandierte das Herzogtum Oppeln unter Johann II. wieder, dem letzten männlichen Nachkommen aus dem Oppelner Zweig der Schlesischen Piasten.
Nach dem Tod des Königs Ludwig II. gelangte die Krone Böhmen und damit auch Schlesien 1526 an die Habsburger. Sie waren Landesherren von Schlesien in ihrer Eigenschaft als Könige von Böhmen. Nach dem Ersten Schlesischen Krieg und dem Vorfrieden von Breslau fiel Mikulczyce mit dem größten Teil Schlesiens an Preußen.
Im 15. und 16. Jahrhundert war der Ort im Besitz der Familie Wrochem und im 17. Jahrhundert ein Herr Ibram. 1748 entstand östlich von Repten die Kolonie Neu Repten und fortan wurde der Ort Alt Repten genannt. 1824 kam Alt Repten in den Besitz der Familie Henckel von Donnersmarck aus Neudeck.
Nach der Volksabstimmung in Oberschlesien 1921 kamen Alt Repten und Neu Repten an Polen und wurden Teil der Woiwodschaft Schlesien. Die Orte wurden in Repty Stare und Repty Nowe umbenannt. 1945 brannte das Schloss Repten, ein Werk des Münchner Architekten Gabriel von Seidl, aus. Von 1945 bis 1954 war Repty Stare Sitz der Gemeinde Repty Stare. Von 1966 bis 1968 wurde schließlich die Schlossruine abgetragen.
1973 wurden Repty Stare und Repty Nowe in die Stadt Tarnowskie Góry eingemeindet. Heute bilden beide Orte den gemeinsamen Stadtteil Repty.

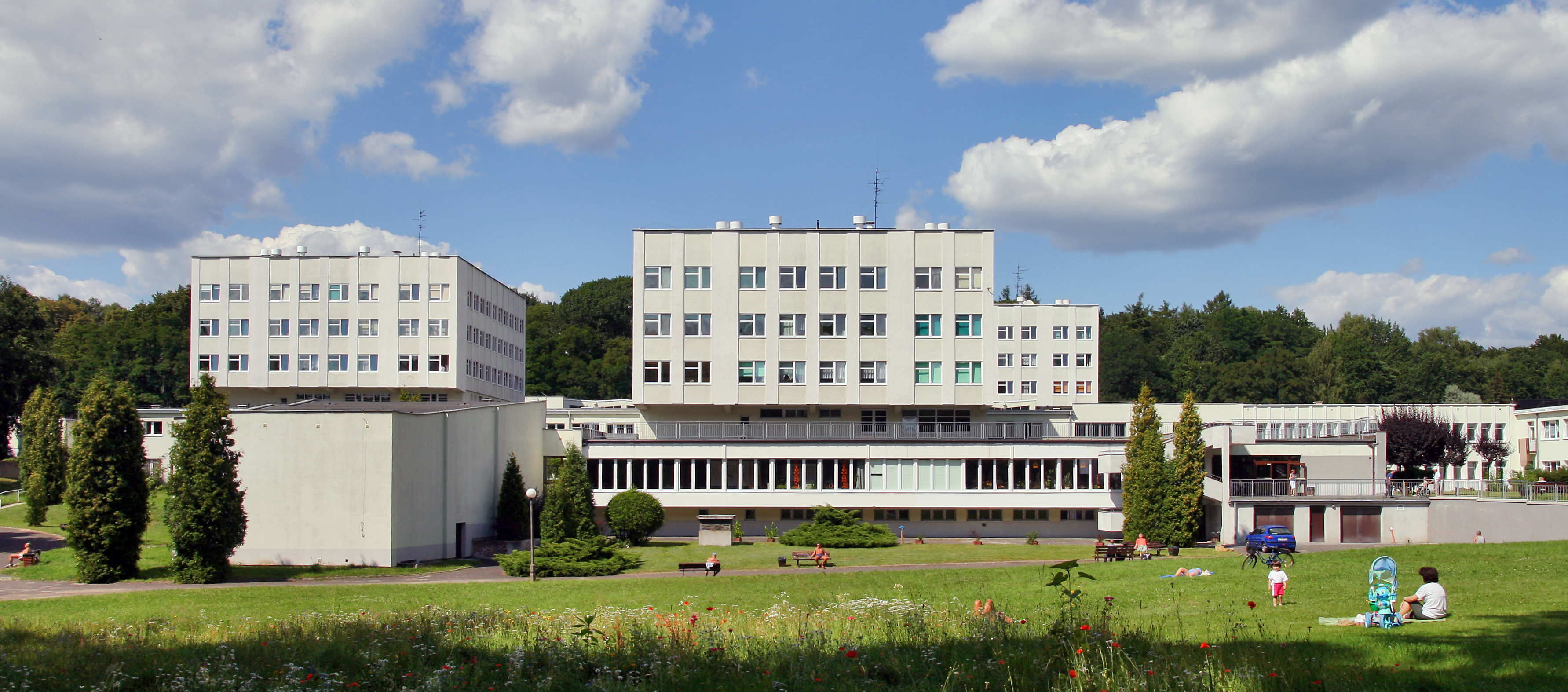
Das Rehabilitationszentrum
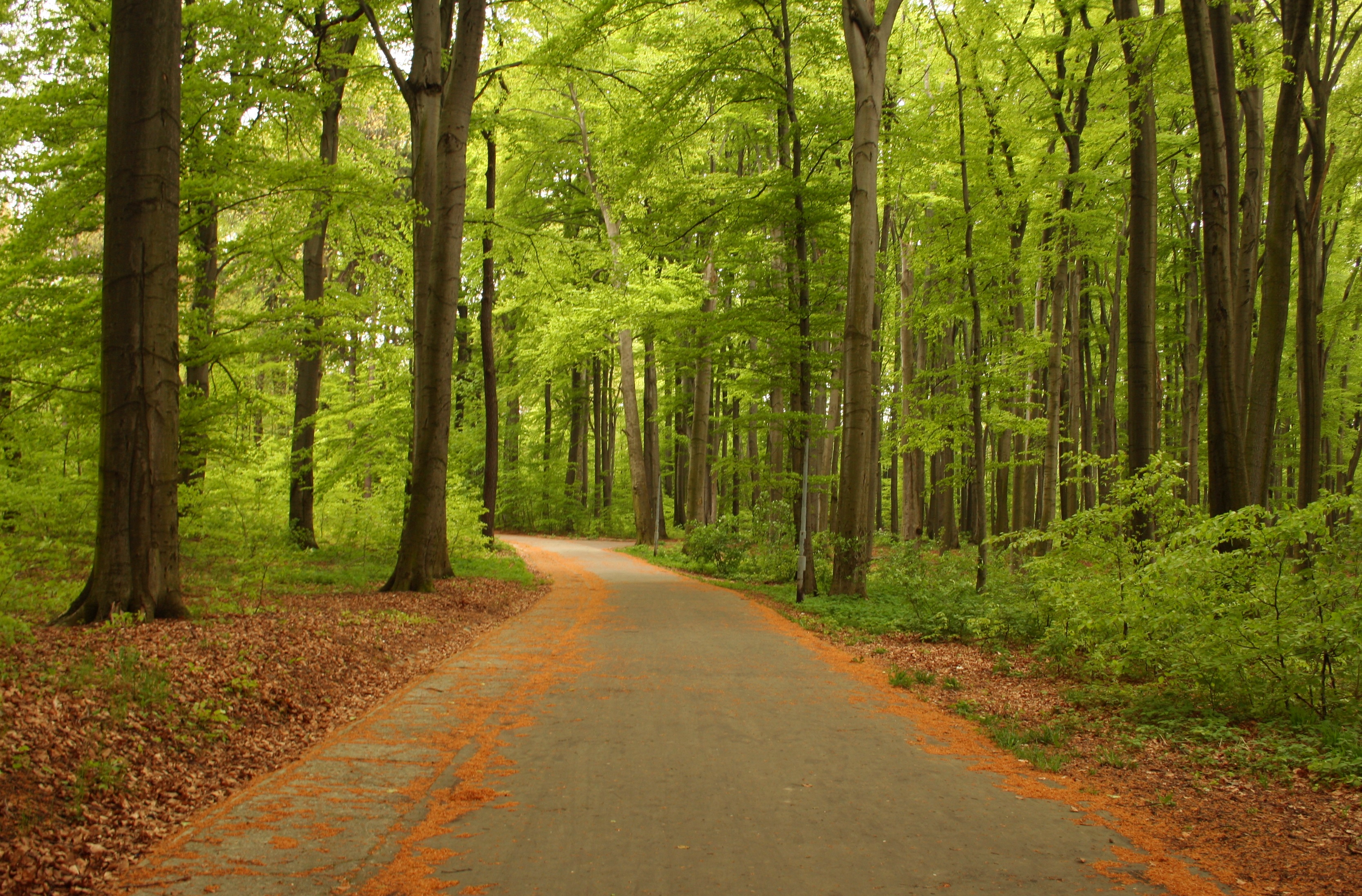
Park in Repty
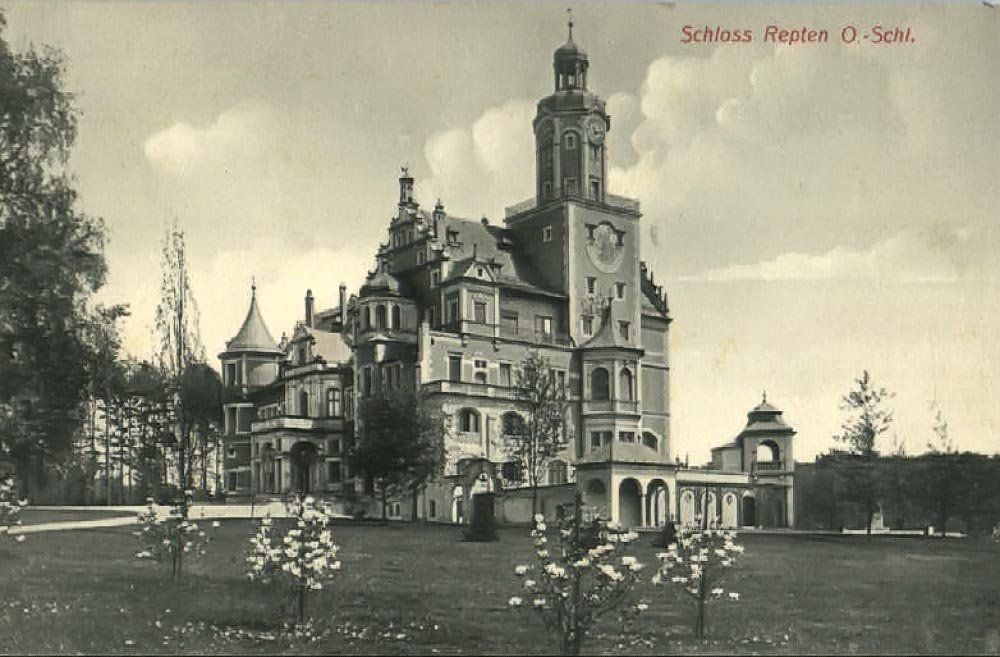
Schloss Repten